# Puchar Świata w łyżwiarstwie szybkim 1988/1989
Puchar Świata w łyżwiarstwie szybkim 1988/1989 był 4. edycją tej imprezy. Cykl rozpoczął się 26 listopada 1988 roku w Berlinie, a zakończył 19 marca 1989 roku w holenderskim Heerenveen. 
Puchar Świata rozgrywano w 11 miastach, w 9 krajach, na 2 kontynentach. 
Wśród kobiet triumfowały reprezentantki NRD: Christa Luding wygrała na 500 m, Angela Hauck na 1000 m, Constanze Moser na 1500 m, a Heike Schalling była najlepsza w klasyfikacji 3000/5000 m. Wśród mężczyzn zwyciężali: Uwe-Jens Mey z NRD na 500 m i 1000 m, Amerykanin Eric Flaim i Austriak Michael Hadschieff ex aequo na 1500 m, a Holender Gerard Kemkers był najlepszy w klasyfikacji 5000/10 000 m.

## Medaliści zawodów

### Kobiety

#### Wyniki
| Data                 | Miejsce                                                           | Konkurencja                                                       | Zwycięzca                                                         | 2. miejsce                                                        | 3. miejsce                                                        |
| -------------------- | ----------------------------------------------------------------- | ----------------------------------------------------------------- | ----------------------------------------------------------------- | ----------------------------------------------------------------- | ----------------------------------------------------------------- |
| 26-27 listopada 1988 | Berlin                                                            | 500 m (26 listopada)                                              | Angela Hauck                                                      | Christa Luding                                                    | Katrin Trautvetter                                                |
| 26-27 listopada 1988 | Berlin                                                            | 1500 m (26 listopada)                                             | Gunda Kleemann                                                    | Jacqueline Börner                                                 | Heike Pöhland                                                     |
| 26-27 listopada 1988 | Berlin                                                            | 1000 m (27 listopada)                                             | Angela Hauck                                                      | Gunda Kleemann                                                    | Constanze Moser                                                   |
| 26-27 listopada 1988 | Berlin                                                            | 3000 m (27 listopada)                                             | Gunda Kleemann                                                    | Heike Schalling                                                   | Constanze Moser                                                   |
| 3-4 grudnia 1988     | Groningen                                                         | 500 m (3 grudnia)                                                 | Christa Luding                                                    | Angela Hauck                                                      | Herma Meijer                                                      |
| 3-4 grudnia 1988     | Groningen                                                         | 1500 m (3 grudnia)                                                | Yvonne van Gennip                                                 | Marieke Stam                                                      | Herma Meijer                                                      |
| 3-4 grudnia 1988     | Groningen                                                         | 1000 m (4 grudnia)                                                | Christa Luding                                                    | Angela Hauck                                                      | Marieke Stam                                                      |
| 3-4 grudnia 1988     | Groningen                                                         | 3000 m (4 grudnia)                                                | Yvonne van Gennip                                                 | Marieke Stam                                                      | Petra Becker                                                      |
| 14-15 stycznia 1989  | 14. mistrzostwa Europy w wieloboju kobiet 1989 – Berlin Zachodni  | 14. mistrzostwa Europy w wieloboju kobiet 1989 – Berlin Zachodni  | 14. mistrzostwa Europy w wieloboju kobiet 1989 – Berlin Zachodni  | 14. mistrzostwa Europy w wieloboju kobiet 1989 – Berlin Zachodni  | 14. mistrzostwa Europy w wieloboju kobiet 1989 – Berlin Zachodni  |
| 4-5 lutego 1989      | 47. mistrzostwa świata w wieloboju kobiet 1989 – Lake Placid      | 47. mistrzostwa świata w wieloboju kobiet 1989 – Lake Placid      | 47. mistrzostwa świata w wieloboju kobiet 1989 – Lake Placid      | 47. mistrzostwa świata w wieloboju kobiet 1989 – Lake Placid      | 47. mistrzostwa świata w wieloboju kobiet 1989 – Lake Placid      |
| 8-9 lutego 1989      | Butte                                                             | 500 m (8 lutego)                                                  | Christa Luding                                                    | Bonnie Blair                                                      | Angela Hauck                                                      |
| 8-9 lutego 1989      | Butte                                                             | 1000 m (8 lutego)                                                 | Angela Hauck                                                      | Christa Luding                                                    | Bonnie Blair                                                      |
| 8-9 lutego 1989      | Butte                                                             | 500 m (9 lutego)                                                  | Bonnie Blair                                                      | Christa Luding                                                    | Angela Hauck                                                      |
| 8-9 lutego 1989      | Butte                                                             | 1500 m (9 lutego)                                                 | Constanze Moser                                                   | Yvonne van Gennip                                                 | Bonnie Blair                                                      |
| 11-12 lutego 1989    | Calgary                                                           | 500 m (11 lutego)                                                 | Christa Luding                                                    | Angela Hauck                                                      | Bonnie Blair                                                      |
| 11-12 lutego 1989    | Calgary                                                           | 1500 m (11 lutego)                                                | Constanze Moser                                                   | Yvonne van Gennip                                                 | Marieke Stam                                                      |
| 11-12 lutego 1989    | Calgary                                                           | 1000 m (12 lutego)                                                | Christa Luding                                                    | Angela Hauck                                                      | Bonnie Blair                                                      |
| 11-12 lutego 1989    | Calgary                                                           | 3000 m (12 lutego)                                                | Heike Schalling                                                   | Constanze Moser                                                   | Gunda Kleemann                                                    |
| 25-26 lutego 1989    | 20. Mistrzostwa świata w wieloboju sprinterskim 1989 – Heerenveen | 20. Mistrzostwa świata w wieloboju sprinterskim 1989 – Heerenveen | 20. Mistrzostwa świata w wieloboju sprinterskim 1989 – Heerenveen | 20. Mistrzostwa świata w wieloboju sprinterskim 1989 – Heerenveen | 20. Mistrzostwa świata w wieloboju sprinterskim 1989 – Heerenveen |
| 10-11 marca 1989     | Inzell                                                            | 500 m (10 marca)                                                  | Christine Aaftink                                                 | Bonnie Blair Angela Hauck                                         |                                                                   |
| 10-11 marca 1989     | Inzell                                                            | 1500 m (10 marca)                                                 | Constanze Moser                                                   | Gunda Kleemann                                                    | Bonnie Blair                                                      |
| 10-11 marca 1989     | Inzell                                                            | 1000 m (11 marca)                                                 | Angela Hauck                                                      | Constanze Moser                                                   | Christa Luding                                                    |
| 10-11 marca 1989     | Inzell                                                            | 3000 m (11 marca)                                                 | Heike Schalling                                                   | Gunda Kleemann                                                    | Constanze Moser                                                   |
| 18-19 marca 1989     | Heerenveen                                                        | 1000 m (18 marca)                                                 | Christa Luding                                                    | Angela Hauck                                                      | Constanze Moser                                                   |
| 18-19 marca 1989     | Heerenveen                                                        | 3000 m (18 marca)                                                 | Heike Schalling                                                   | Gunda Kleemann                                                    | Constanze Moser                                                   |
| 18-19 marca 1989     | Heerenveen                                                        | 500 m (19 marca)                                                  | Christa Luding                                                    | Angela Hauck                                                      | Bonnie Blair                                                      |
| 18-19 marca 1989     | Heerenveen                                                        | 1500 m (19 marca)                                                 | Constanze Moser                                                   | Gunda Kleemann                                                    | Heike Schalling                                                   |
| 18-19 marca 1989     | Heerenveen                                                        | 5000 m (19 marca)                                                 | Gunda Kleemann                                                    | Heike Schalling                                                   | Constanze Moser                                                   |

#### Klasyfikacje
| Lp. | Zawodnik             | Punkty |
| --- | -------------------- | ------ |
| 1.  | Christa Luding       | 122    |
| 2.  | Angela Hauck         | 113    |
| 3.  | Bonnie Blair         | 109    |
| 4.  | Herma Meijer         | 82     |
| 5.  | Edel Therese Høiseth | 80     |
| 6.  | Marieke Stam         | 70     |
| 7.  | Shelley Rhead        | 69     |
| 8.  | Ingrid Haringa       | 64     |
| 9.  | Zofia Tokarczyk      | 60     |
| 10. | Constanze Moser      | 59     |

| Lp. | Zawodnik             | Punkty |
| --- | -------------------- | ------ |
| 1.  | Angela Hauck         | 119    |
| 2.  | Christa Luding       | 117    |
| 3.  | Constanze Moser      | 98     |
| 4.  | Bonnie Blair         | 76     |
| 5.  | Marieke Stam         | 75     |
| 6.  | Ingrid Haringa       | 58     |
| 7.  | Zofia Tokarczyk      | 56     |
| 8.  | Emese Nemeth-Hunyady | 55     |
| 9.  | Christine Aaftink    | 54     |
| 10. | Herma Meijer         | 53     |
| 10. | Gunda Kleemann       | 53     |

| Lp. | Zawodnik             | Punkty |
| --- | -------------------- | ------ |
| 1.  | Constanze Moser      | 118    |
| 2.  | Marieke Stam         | 92     |
| 3.  | Gunda Kleemann       | 90     |
| 4.  | Bonnie Blair         | 72     |
| 5.  | Yvonne van Gennip    | 69     |
| 6.  | Herma Meijer         | 66     |
| 6.  | Heike Schalling      | 66     |
| 8.  | Emese Nemeth-Hunyady | 57     |
| 9.  | Petra Moolhuizen     | 56     |
| 9.  | Erwina Ryś-Ferens    | 56     |

| Lp. | Zawodnik             | Punkty |
| --- | -------------------- | ------ |
| 1.  | Heike Schalling      | 119    |
| 2.  | Gunda Kleemann       | 114    |
| 3.  | Constanze Moser      | 102    |
| 4.  | Marieke Stam         | 87     |
| 5.  | Petra Moolhuizen     | 72     |
| 6.  | Ingrid Paul          | 71     |
| 7.  | Petra Becker         | 68     |
| 8.  | Emese Nemeth-Hunyady | 59     |
| 9.  | Erwina Ryś-Ferens    | 45     |
| 10. | Anja Bollaart        | 39     |

### Mężczyźni

#### Wyniki
| Data                 | Miejsce                                                           | Konkurencja                                                       | Zwycięzca                                                         | 2. miejsce                                                        | 3. miejsce                                                        |
| -------------------- | ----------------------------------------------------------------- | ----------------------------------------------------------------- | ----------------------------------------------------------------- | ----------------------------------------------------------------- | ----------------------------------------------------------------- |
| 26-27 listopada 1988 | Berlin                                                            | 500 m (26 listopada)                                              | Uwe-Jens Mey                                                      | Andriej Bachwałow                                                 | Bae Ki-tae                                                        |
| 26-27 listopada 1988 | Berlin                                                            | 1500 m (26 listopada)                                             | Igor Żelezowski                                                   | Michael Spielmann                                                 | Eric Flaim                                                        |
| 26-27 listopada 1988 | Berlin                                                            | 500 m (27 listopada)                                              | Uwe-Jens Mey                                                      | Bae Ki-tae                                                        | Andriej Bachwałow                                                 |
| 26-27 listopada 1988 | Berlin                                                            | 1000 m (27 listopada)                                             | Uwe-Jens Mey                                                      | Bae Ki-tae                                                        | Igor Żelezowski                                                   |
| 26-27 listopada 1988 | Berlin                                                            | 5000 m (27 listopada)                                             | Eric Flaim                                                        | Michael Spielmann                                                 | Tomas Gustafson                                                   |
| 3 grudnia 1988       | Eskilstuna                                                        | 500 m (3 grudnia)                                                 | Uwe-Jens Mey                                                      | Nick Thometz                                                      | Eric Flaim                                                        |
| 3 grudnia 1988       | Eskilstuna                                                        | 1000 m (3 grudnia)                                                | Bae Ki-tae                                                        | Patrick Seltsam                                                   | Dave Cruikshank                                                   |
| 3 grudnia 1988       | Eskilstuna                                                        | 5000 m (3 grudnia)                                                | Leo Visser                                                        | Gerard Kemkers                                                    | Per Bengtsson                                                     |
| 4 grudnia 1988       | Oslo                                                              | 500 m (4 grudnia)                                                 | Uwe-Jens Mey                                                      | Bae Ki-tae                                                        | Roger Strøm                                                       |
| 4 grudnia 1988       | Oslo                                                              | 1500 m (4 grudnia)                                                | Michael Hadschieff                                                | Roberto Sighel                                                    | Eric Flaim                                                        |
| 4 grudnia 1988       | Oslo                                                              | 3000 m (4 grudnia)                                                | Geir Karlstad                                                     | Leo Visser                                                        | Tomas Gustafson                                                   |
| 14-15 stycznia 1989  | Davos                                                             | 500 m (14 stycznia)                                               | Dan Jansen                                                        | Uwe-Jens Mey                                                      | Bae Ki-tae                                                        |
| 14-15 stycznia 1989  | Davos                                                             | 1500 m (14 stycznia)                                              | Eric Flaim                                                        | Gerard Kemkers                                                    | Annejan Portijk                                                   |
| 14-15 stycznia 1989  | Davos                                                             | 500 m (15 stycznia)                                               | Uwe-Jens Mey                                                      | Bae Ki-tae                                                        | André Sobeck                                                      |
| 14-15 stycznia 1989  | Davos                                                             | 1000 m (15 stycznia)                                              | Bae Ki-tae                                                        | Eric Flaim                                                        | Nick Thometz                                                      |
| 14-15 stycznia 1989  | Davos                                                             | 3000 m (15 stycznia)                                              | Gerard Kemkers                                                    | Tomas Gustafson                                                   | Christian Eminger                                                 |
| 21-22 stycznia 1989  | 86. mistrzostwa Europy w wieloboju 1989 – Göteborg                | 86. mistrzostwa Europy w wieloboju 1989 – Göteborg                | 86. mistrzostwa Europy w wieloboju 1989 – Göteborg                | 86. mistrzostwa Europy w wieloboju 1989 – Göteborg                | 86. mistrzostwa Europy w wieloboju 1989 – Göteborg                |
| 28-29 stycznia 1989  | Baselga di Pinè                                                   | 500 m (28 stycznia)                                               | Dan Jansen                                                        | Bae Ki-tae                                                        | Uwe-Jens Mey                                                      |
| 28-29 stycznia 1989  | Baselga di Pinè                                                   | 1000 m (28 stycznia)                                              | Uwe-Jens Mey                                                      | Dan Jansen                                                        | André Hoffmann                                                    |
| 28-29 stycznia 1989  | Baselga di Pinè                                                   | 500 m (29 stycznia)                                               | Uwe-Jens Mey                                                      | Dan Jansen                                                        | Bae Ki-tae                                                        |
| 28-29 stycznia 1989  | Baselga di Pinè                                                   | 1000 m (29 stycznia)                                              | Uwe-Jens Mey                                                      | Nick Thometz                                                      | Eric Flaim                                                        |
| 11-12 lutego 1989    | 83. mistrzostwa świata w wieloboju 1989 – Oslo                    | 83. mistrzostwa świata w wieloboju 1989 – Oslo                    | 83. mistrzostwa świata w wieloboju 1989 – Oslo                    | 83. mistrzostwa świata w wieloboju 1989 – Oslo                    | 83. mistrzostwa świata w wieloboju 1989 – Oslo                    |
| 18-19 lutego 1989    | Innsbruck                                                         | 500 m (18 lutego)                                                 | Uwe-Jens Mey                                                      | Bae Ki-tae                                                        | Yasushi Kuroiwa                                                   |
| 18-19 lutego 1989    | Innsbruck                                                         | 1500 m (18 lutego)                                                | Peter Adeberg                                                     | Michael Hadschieff                                                | André Hoffmann                                                    |
| 18-19 lutego 1989    | Innsbruck                                                         | 500 m (19 lutego)                                                 | Dan Jansen                                                        | Bae Ki-tae                                                        | Uwe-Jens Mey                                                      |
| 18-19 lutego 1989    | Innsbruck                                                         | 1000 m (19 lutego)                                                | Dan Jansen                                                        | Uwe-Jens Mey                                                      | André Hoffmann                                                    |
| 18-19 lutego 1989    | Innsbruck                                                         | 5000 m (19 lutego)                                                | Geir Karlstad                                                     | Michael Spielmann                                                 | Gerard Kemkers                                                    |
| 25-26 lutego 1989    | 20. Mistrzostwa świata w wieloboju sprinterskim 1989 – Heerenveen | 20. Mistrzostwa świata w wieloboju sprinterskim 1989 – Heerenveen | 20. Mistrzostwa świata w wieloboju sprinterskim 1989 – Heerenveen | 20. Mistrzostwa świata w wieloboju sprinterskim 1989 – Heerenveen | 20. Mistrzostwa świata w wieloboju sprinterskim 1989 – Heerenveen |
| 11-12 marca 1989     | Inzell                                                            | 500 m (11 marca)                                                  | Dan Jansen                                                        | Nick Thometz                                                      | Bae Ki-tae                                                        |
| 11-12 marca 1989     | Inzell                                                            | 1500 m (11 marca)                                                 | Michael Spielmann                                                 | Eric Flaim                                                        | Peter Adeberg                                                     |
| 11-12 marca 1989     | Inzell                                                            | 500 m (12 marca)                                                  | Dan Jansen                                                        | Igor Żelezowski                                                   | André Sobeck                                                      |
| 11-12 marca 1989     | Inzell                                                            | 1000 m (12 marca)                                                 | Dan Jansen                                                        | Igor Żelezowski                                                   | Nick Thometz                                                      |
| 11-12 marca 1989     | Inzell                                                            | 5000 m (12 marca)                                                 | Gerard Kemkers                                                    | Ben van der Burg                                                  | Roberto Sighel                                                    |
| 18-19 marca 1989     | Heerenveen                                                        | 500 m (18 marca)                                                  | Uwe-Jens Mey                                                      | Dan Jansen                                                        | Andriej Bachwałow                                                 |
| 18-19 marca 1989     | Heerenveen                                                        | 1000 m (18 marca)                                                 | Igor Żelezowski                                                   | Dan Jansen                                                        | Nick Thometz                                                      |
| 18-19 marca 1989     | Heerenveen                                                        | 5000 m (18 marca)                                                 | Roberto Sighel                                                    | Gerard Kemkers                                                    | Michael Spielmann                                                 |
| 18-19 marca 1989     | Heerenveen                                                        | 500 m (19 marca)                                                  | Dan Jansen                                                        | Igor Żelezowski                                                   | Uwe-Jens Mey                                                      |
| 18-19 marca 1989     | Heerenveen                                                        | 1500 m (19 marca)                                                 | Peter Adeberg                                                     | Michael Hadschieff                                                | Roberto Sighel                                                    |
| 18-19 marca 1989     | Heerenveen                                                        | 10 000 m (19 marca)                                               | Bart Veldkamp                                                     | Geir Karlstad                                                     | Gerard Kemkers                                                    |

#### Klasyfikacje
| Lp. | Zawodnik          | Punkty |
| --- | ----------------- | ------ |
| 1.  | Uwe-Jens Mey      | 242    |
| 2.  | Dan Jansen        | 223    |
| 3.  | Bae Ki-tae        | 204    |
| 4.  | Nick Thometz      | 179    |
| 5.  | André Sobeck      | 154    |
| 6.  | Dave Cruikshank   | 141    |
| 7.  | Patrick Seltsam   | 123    |
| 8.  | Frode Rønning     | 119    |
| 9.  | Eric Flaim        | 116    |
| 10. | Andriej Bachwałow | 114    |

| Lp. | Zawodnik        | Punkty |
| --- | --------------- | ------ |
| 1.  | Uwe-Jens Mey    | 130    |
| 2.  | Dan Jansen      | 126    |
| 3.  | Bae Ki-tae      | 117    |
| 4.  | Nick Thometz    | 112    |
| 5.  | Eric Flaim      | 106    |
| 6.  | André Hoffmann  | 101    |
| 7.  | Dave Cruikshank | 85     |
| 8.  | Björn Forslund  | 75     |
| 9.  | André Sobeck    | 71     |
| 10. | Igor Żelezowski | 67     |

| Lp. | Zawodnik           | Punkty |
| --- | ------------------ | ------ |
| 1.  | Eric Flaim         | 102    |
| 1.  | Michael Hadschieff | 102    |
| 3.  | Peter Adeberg      | 101    |
| 4.  | Michael Spielmann  | 90     |
| 5.  | André Hoffmann     | 71     |
| 6.  | Roberto Sighel     | 67     |
| 7.  | Christian Eminger  | 65     |
| 7.  | Georg Herda        | 65     |
| 7.  | Johann Olav Koss   | 65     |
| 10. | Gerard Kemkers     | 61     |

| Lp. | Zawodnik          | Punkty |
| --- | ----------------- | ------ |
| 1.  | Gerard Kemkers    | 152    |
| 2.  | Geir Karlstad     | 126    |
| 3.  | Tomas Gustafson   | 114    |
| 4.  | Michael Spielmann | 113    |
| 5.  | Bart Veldkamp     | 112    |
| 6.  | Christian Eminger | 110    |
| 7.  | Roberto Sighel    | 101    |
| 8.  | Johann Olav Koss  | 90     |
| 9.  | Eric Flaim        | 73     |
| 10. | Per Bengtsson     | 68     |